# Spätere Jin-Dynastie (Fünf Dynastien)
Die Spätere Jin-Dynastie (chinesisch 後晉 / 后晋, Pinyin Hòu Jìn) war eine kurzlebige Dynastie des Shatuo-Turkvolkes in China von 936 bis 947, eine der Fünf Dynastien während der Zeit der Fünf Dynastien und Zehn Reiche. Ihre Hauptstadt war Luoyang. Das Reich hieß ursprünglich Jin (晉 / 晋,  Jìn) und erhielt seinen heutigen Namen erst später. Ihre Hauptstadt war Bian (汴,  Biàn, heute Kaifeng). Die Dynastie währte elf Jahre und hatte zwei Herrscher. Ihr ging die Spätere Tang-Dynastie voraus, und ihr folgte die Spätere Han-Dynastie.

## Herrscher
| Tempelname  | Postumer Titel | Persönlicher Name   | reg.    | Äraname und -dauer                          |
| ----------- | -------------- | ------------------- | ------- | ------------------------------------------- |
| Gāo Zǔ 高祖 | –              | Shí Jìngtáng 石敬瑭 | 936–942 | Tiānfú 天福                                 |
| –           | Chū Dì 出帝    | Shí Chóngguì 石重貴 | 942–947 | Tiānfú 天福 (942–944) Kāiyùn 開運 (944–947) |

## Anmerkung
Eine andere Dynastie ist die Spätere Jin-Dynastie (1616–1636) (後金 / 后金,  Hòu Jīn), die im Chinesischen  mit anderen Schriftzeichen geschrieben und auch anders ausgesprochen wird.